# Gao Yulan
Gao Yulan (高玉兰S, Gāo YùlánP; Ruichang, 3 ottobre 1982) è una canottiera cinese, vincitrice della medaglia d'argento nel 2 senza alle Olimpiadi di Pechino 2008.

## Palmarès
- Olimpiadi

Pechino 2008: argento nel 2 senza.